# Het dwaallicht
Pour plus de détails, voir Fiche technique et Distribution.
Het dwaallicht est un film belgo-néerlandais réalisé en 1973 par Frans Buyens d'après le roman homonyme de Willem Elsschot publié en 1946.

## Synopsis
Trois marins pakistanais,, ou afghans croisent un Anversois se promenant une nuit pluvieuse de novembre et lui demandent comment arriver à une adresse, celle de Maria Van Dam.

## Fiche technique
- Titre : Het dwaallicht
- Réalisateur : Frans Buyens
- Scénario : Frans Buyens d'après un roman de Willem Elsschot
- Photographie : Fred Tammes
- Montage : Arsène Souffriau
- Musique : Arsène Souffriau
- Son : Henri Morelle
- Script : Rita Van den Driessche
- Production : Max Appelboom et Jaap van Rij
- Société de production : Appletree Filmproductions, Iris Films et Ministerie van Nederlandse Kultuur
- Pays de production :  Pays-Bas et  Belgique
- Genre : Drame
- Langues : néerlandais, anglais
- Durée : 108 minutes
- Format : couleur
- Date de sortie : 
  - Pays-Bas : 15 novembre 1973

## Distribution
- Romain Deconinck : Laarmans
- Eva Kant : Maria Van Dam
- Dora van der Groen : la femme de Laarmans
- Fred Van Kuyk : le policier
- Shafiq Ahmed
- Tim Beekman
- Senne Cois
- Ronnie Commissaris
- Niza Faurqi
- Sies Foletta
- Hélène Present